# Постурбанизм (арт-проект)
Прое́кт Постурбани́зм (англ. Posturbanism Art Project) — проект и направление в искусстве, разработанные и сформулированные художником Алексеем Парыгиным, давшие импульс к формированию и развитию социально-философской утопической теории Постурбанизм.

## Проект

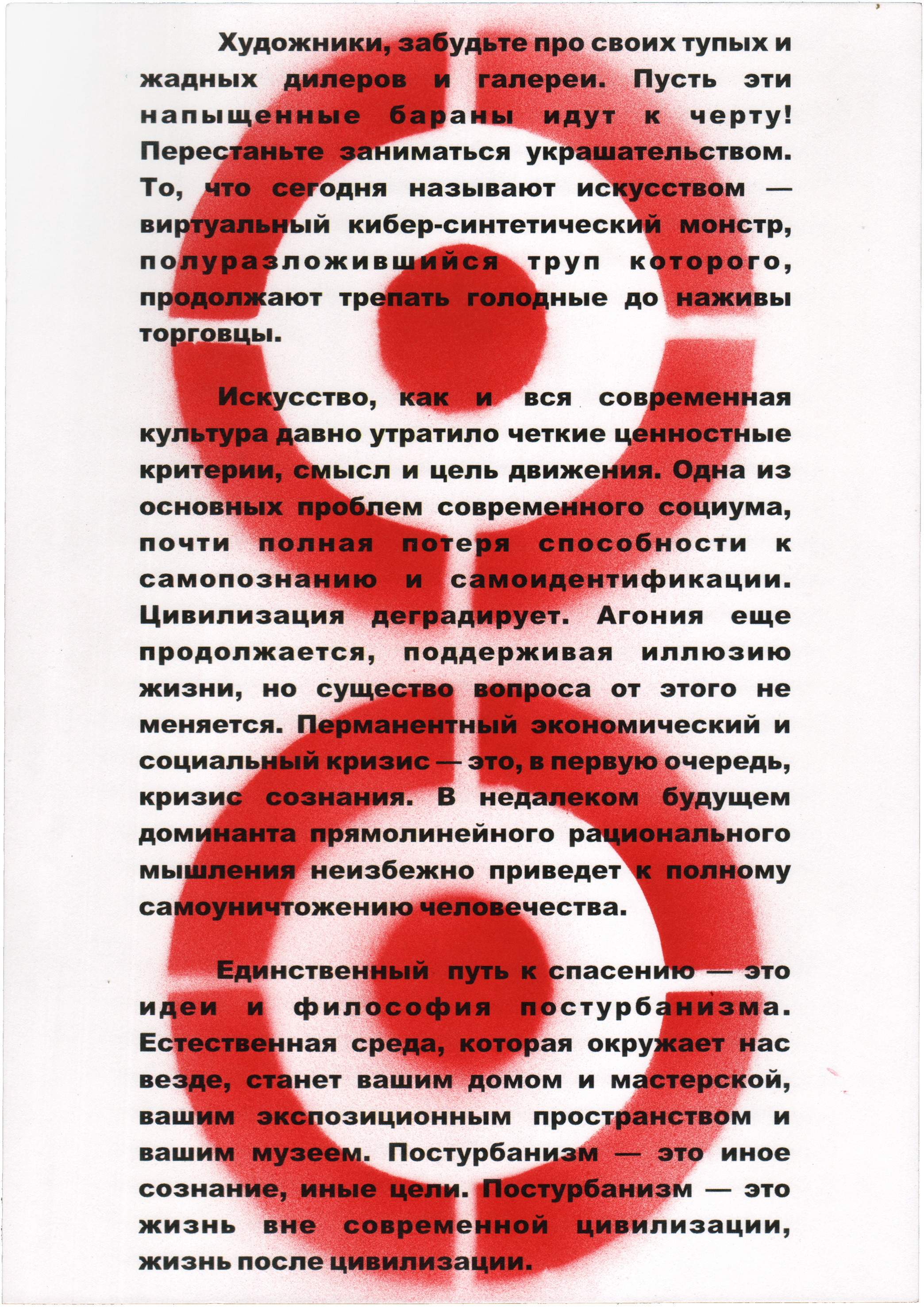
Манифест. Листовка. 2010

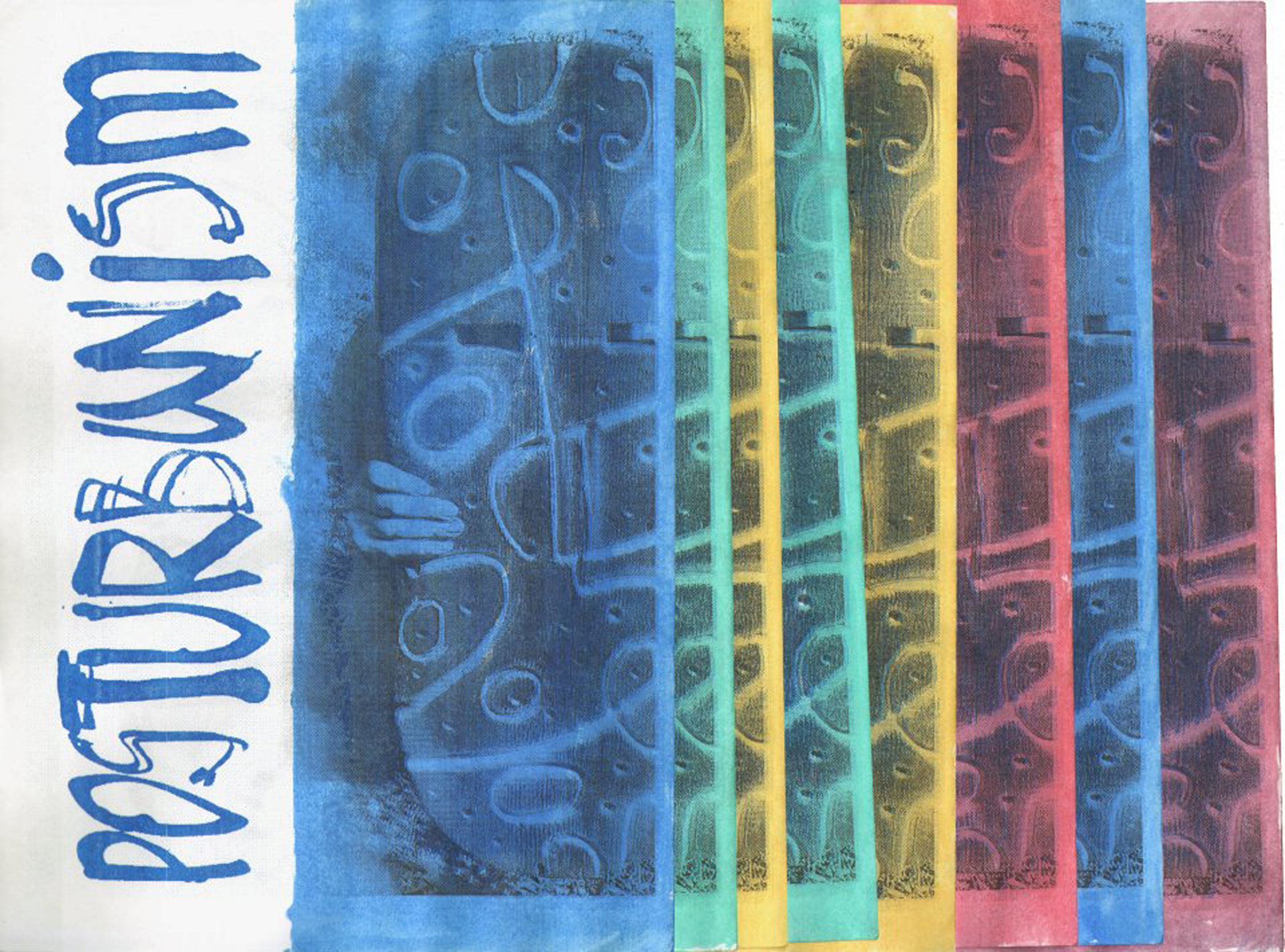
Листовки Posturbanism. 2011

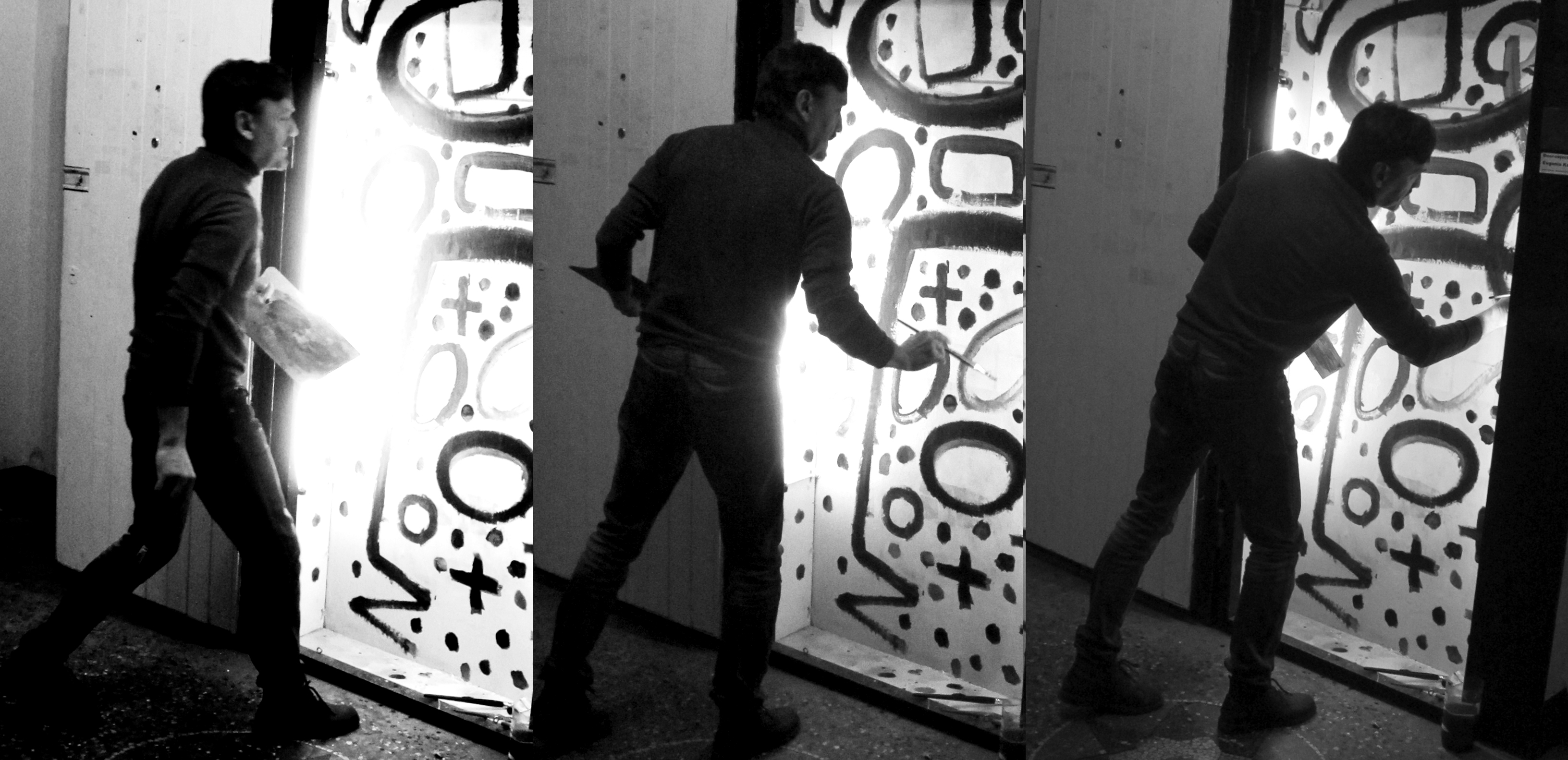
СПб. Пушкинская-10. Роспись стены Линии и Точки. 2018

Старт проекта относится к началу 2000-х годов. При этом, сам термин постурбанизм введен художником в публичный оборот на несколько лет позже, — в опубликованном осенью 2010 года манифесте.
Распечатанный в качестве листовки на бумаге офисного формата, он был утрированно провокативен и провозглашал следующее:
<...> Искусство, как и вся современная культура давно утратило четкие ценностные критерии, смысл и цель движения. Одна из основных проблем современного социума, почти полная потеря способности к самопознанию и самоидентификации. Цивилизация деградирует. Агония еще продолжается, поддерживая иллюзию жизни, но существо вопроса от этого не меняется. Перманентный экономический и социальный кризис — это, в первую очередь, кризис сознания. В недалеком будущем доминанта прямолинейного рационального мышления неизбежно приведет к полному самоуничтожению человечества.
Единственный путь к спасению — это идеи и философия постурбанизма. Естественная среда, которая окружает нас везде, станет вашим домом и мастерской, вашим экспозиционным пространством и вашим музеем. Постурбанизм — это иное сознание, иные цели. Постурбанизм — это жизнь вне современной цивилизации, жизнь после цивилизации.
В 2018 году основные тезисы проекта были опубликованы на французском языке в ар-брют журнале Revue Trakt в статье Idée et Manifeste (Идея и Манифест). Позже художником был написан и издан ряд текстов, уточняющих его философию, основные визуальные составляющие и маркеры концепции.

Наблюдая за современным информационным обществом сквозь призму протокультур, постурбанизм подвергает сомнению потенциальную способность носителей «цифрового сознания» к дальнейшему развитию и самовоспроизводству. Средствами искусства постурбанизм исследует и анализирует возможный вариант перехода от хаоса жизни мегаполисов к интеграции и ассимиляции человека в природной среде.
Оригинальный текст (фр.)Observant la société d’information moderne à travers le prisme des protocultures, le Posturbanisme soumet au test l’aptitude potentielle des porteurs de la « conscience numérique » au développement ultérieur et à l'autoreproduction.  Par les moyens artistiques le Posturbanisme étudie et analyse une variante possible de passage du chaos de la vie dans les mégapoles à l’intégration et à l’assimilation de l’homme au milieu naturel.
Постурбанизм стал логическим продолжением предыдущих, проводившихся с середины 1990-х годов, мультимедийных проектов художника: Созерцание денег, Искусство — это бизнес, Искусство в лесу. Основными объектами исследования которых выступали: искусство как форма личностной активности, современный социум, феноменология денег, оппозиция природа — человек и др. Основной формой реализации авторских идей, и задуманного проекта, стали перформансы и акции. Большая их часть фиксировалась фото и видеодокументацией.
Материальную основу перформансов составили две группы деревянных объектов — «Маски» и «Знаки». При этом часть вещей находилась в работе примерно с 2005 года.
Маски, как главный элемент ритуальных перформансов «Огонь», «Вода», «Земля» и пр., проводившихся как на Карельском перешейке, так и в ряде других регионов и стран, в числе которых: Польша, Финляндия, Хорватия, Черногория, Тунис и т.д. Маска выполняет функцию центрального элемента ритуала. Человек с маской является инструментом оппозиции культура-природа, художник работая с телом, инсталлирует себя (или модель) в естественные и городские ландшафты, выступая в роли самозначимого объекта искусства, знака зоны конфликта.

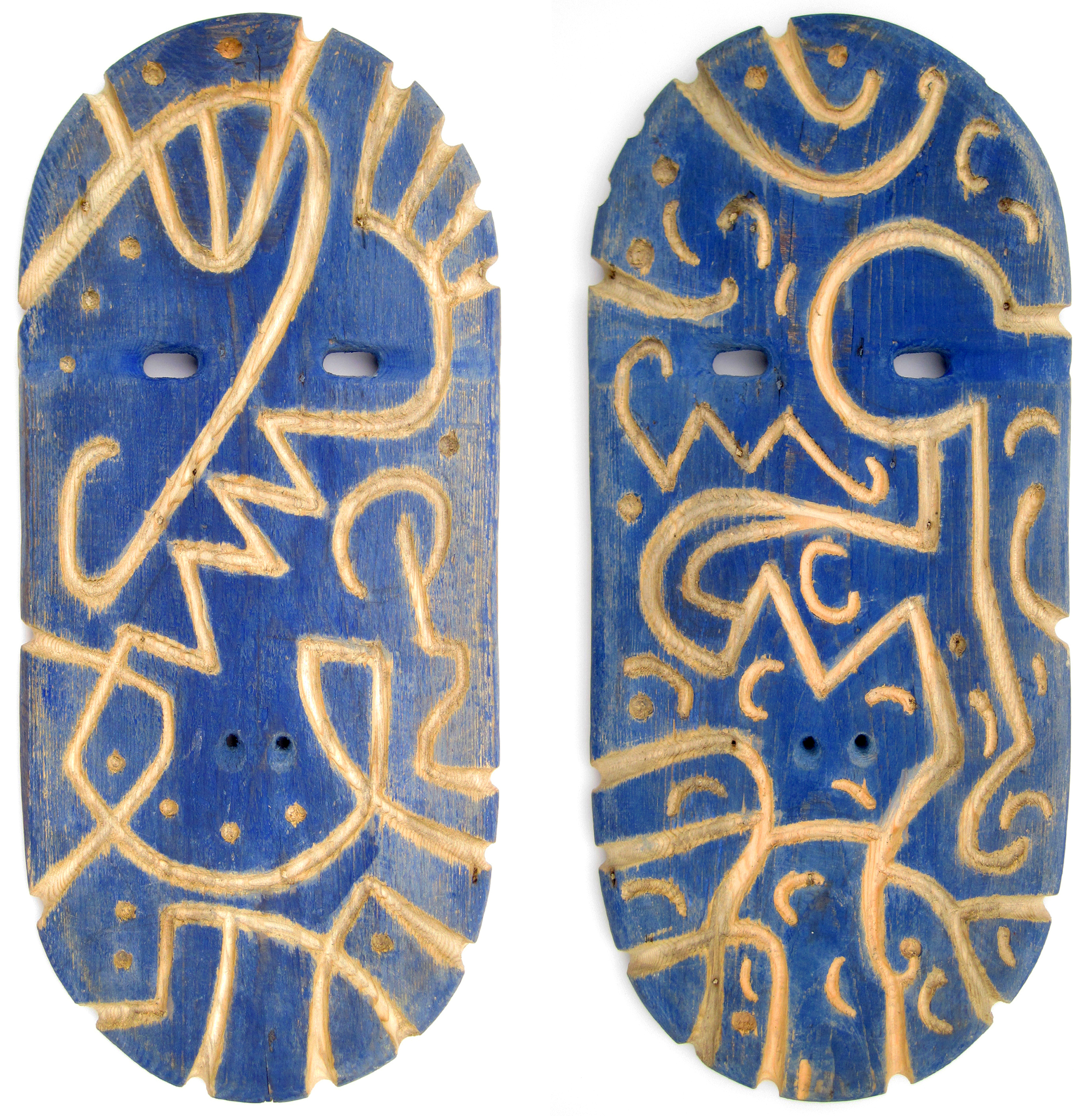
Голубая маска (двухсторонняя). Дерево, гравировка. 2010

Знаки-тотемы делались как самодостаточные скульптурные вещи, модули передвижных инсталляций в различных средах. В обработке дерева использовалась техника резьбы, традиционная для обрезной гравюры: ломаные линии, зигзаги, окружности и точки на 5-10 мм заглублены от поверхности доски. Линеарность композиций, в большой мере, является пластической импровизацией. Их строй, как и вид самой гравировки, обобщенно заимствован у природы, напоминая хитроумные ходы древоточцев на поверхности бревен.
С одной стороны, проект обращается к форме языка прото-искусства (без каких-либо заимствований), как к максимально адекватному программным задачам инструменту работы. С другой стороны, входит в резонансный диалог-конфликт с современным социумом, с его идеологиями, идеалами и мифологией.
Маркером постурбанистических тенденций в современном социуме, в определённой мере, является постоянно увеличивающийся интерес к архаичным практикам кланово-племенной идентификации: татуировки, скарификация, пирсинг, различные виды деформации тела, вживление имплантатов и клеймение. Современные субкультуры уже не ограничиваются исключительно сленгом, граффити или внешним имиджем. Такой социальный вектор не является случайным и временным явлением. Скорее наоборот, природа человека, его спрессованное искусственными границами архетипическое начало ищет выход.
За время существования проекта отснято более пятисот сюжетов документации перформансов и событий.
При этом автор не ограничивает себя исключительно перформативной практикой, претворяя идеи в различных медиа, таких как: ленд-арт и боди-арт, книга художника и мейл-арт коммуникация, граффити, скульптура и другие традиционные техники. Значительное место отводя работе в печатной графике: с 2019 года работает над большой серией крупноформатных цветных гравюр Posturban; до этого печатает десять литографских композиций, под общим названием Relict (2018-2019); делает серию цветных шелкографских листов на черной бумаге — Something (2019—2021). Выпускает отдельные работы, так или иначе коррелирующие с основной темой проекта.
Из статьи Дмитрия Северюхина:
...Ему свойственна редкая способность преобразования спонтанного эмоционального чувства в зримую композиционную импровизацию, воплощаемую затем с педантичным профессиональным расчетом. Логика мастерства и эмоция уживаются у него в органическом единстве, вполне герметичном и не предполагающем наличие какого-либо третьего элемента. Его графические листы внутренне строятся на музыкальной основе и могут быть уподоблены авангардному джазу, с характерной для него имманентностью, с модальной импровизацией и атональностью, потеснившими гармонию в её классическом понимании.

## Философия
Постурбанизм, в первую очередь, философская идея. Основа её заключается в том, что современное общество исчерпало лимит концентрации в незначительном количестве материальных и интеллектуальных центров. Можно констатировать, что мегаполисы, как вожделенные точки схода перенасыщены, как в буквальном, так и в метафизическом смысле. Они становятся зонами, всё чаще порождающими не жизнь, но смерть. Последняя пандемия коронавирусной инфекции COVID-19 наглядное тому подтверждение. В случае достижения точки максимального сжатия, как логичное следствие, должен последовать сверхмощный взрыв. Тектонический сдвиг в мироустройстве. Апокалипсис, порождённый технократизмом человека цифровой эпохи.

## Влияние
Проект стимулировал появление и развитие в России интереса, как к самому термину "постурбанизм", так и к его идейно-смысловому наполнению.

### Статьи
- Парыгин А. Постурбанизм — терминологический аспект // Петербургские искусствоведческие тетради, выпуск 75, СПб.: АИС, 2023. — С. 175—178. ISBN 978-5-906442-40-6
- Парыгин А. Постурбанизм как гипотеза. — Петербургские искусствоведческие тетради, выпуск 68, СПб.: АИС, 2022. — С. 255-259. ISBN 978-5-906442-32-1
- Парыгин А. Постурбанизм — точка невозврата (листовка). — СПб., 2021.
- Парыгин А., Раткявичюте К. Постурбанизм как неофутуризм. — Петербургские искусствоведческие тетради, выпуск 58, СПб.: АИС, 2020. — С. 103-104. ISBN 978-5-906442-22-2
- Парыгин А. Б. Постурбанизм как концепция будущего // Петербургские искусствоведческие тетради, выпуск 53, СПб.: АИС, 2019. — С. 236—238.
- Paryguine А. Idée et Manifeste // Revue Trakt — Nu. 6; Juin 2018. — Paris. — pp. 26–28 ISSN2558-3522  (фр.)
- Парыгин А. Б. Линии и точки. Пресс-релиз (листовка) к выставке 24 февраля — 18 марта 2018. — СПб., 2018. — 1 с.
- Парыгин А. Б. Постурбанизм/ Человек. Буклет к выставке — СПб., 2014.
- Парыгин А. Б. Posturbanism / Blow-Up. Листовка к выставке 12 января — 3 февраля 2013. — СПб.: Пушкинская 10. — 2013. — 1 с.
- Парыгин А. Б. Манифест постурбанизма (листовка). — СПб., 2010. — 1 с.

### Критика, рецензии
- Кононихин Н. Петербург в XXI году. От Добужинского до наших дней. — СПб.: НП-Принт, 2025. — 264 с., ил. — С. 260-261, 263. Тир. 500 экз. ISBN 978-5-907912-31-1
- Конокотина Л. Постурбанистическое завтра/ Постурбанизм: Назад в будущее. СПб.: БКГ. — 2023. — С. 3-4[15].
- Кононихин Н. Органичность и синтез/ Постурбанизм: Назад в будущее. СПб.: БКГ. — 2023. — С. 5-6.
- Северюхин Д. Я. Постурбанизм или архаика будущего. — Петербургские искусствоведческие тетради, выпуск 67, СПб.: АИС, 2021. — С. 63-65. ISBN 978-5-906442-31-4
- Замятин Д. Н. Постурбанизм, сопространственность, искусство: имажинальноонтологический поворот / XI Иконниковские чтения (материалы научной конференции). 2017. — С. 114-140
- Григорьянц Е. И. «Постурбанизм» Алексея Парыгина. — Петербургские искусствоведческие тетради, выпуск 34., СПб.: АИС, 2015. — С. 66–69.
- Григорьянц Е. И. Искусство постурбанизма // Вестник СПб Государственного университета технологии и дизайна. — 2015. — № 4, СПб.: СПбГУТД, 2015. — С. 61-64, цв. ил.

### Интервью
- Алексей Парыгин. Постурбанизм: знаки в пространстве идей. — Интервью Елене Григорьянц // Авансцена. 2023 (11), декабрь, № 3, 4. — С. 148-155. ISSN 2712-7982 ISBN 978-5-907685-39-0
- „Россия докатилась до новой этики“: художник Парыгин назвал жалобы на „обнажёнку“ в Эрмитаже декларацией варварства. Интервью Алексея Парыгина Анжеле Новосельцевой. Росбалт. — 2021, 8 апреля. 19:05.
- Любой мегаполис — это всегда отчасти Вавилон. В будущем нас ждет эпоха постурбанизма, и многие люди будут стремиться уехать из больших городов. Интервью с художником Алексеем Парыгиным. Росбалт (беседовала Анжела Новосельцева). — 2020, 22 октября.
- Новые идеи для города-VIII. Интервью с кураторами выставки — Анной Ковалевской и художником, участником выставки — Алексеем Парыгиным (ведущая — Екатерина Хомчук). Радио Петербург. Передача „Встречи на Итальянской“. 2018, 25 октября. Чтв. 19.07—19.40.

### Лекции
- Постурбанизм: вчера, сегодня, завтра. Библиотека книжной графики. СПб. — 2023, 1 апреля. 17.00-18.30. (В рамках персональной выставки)[16][17]
- «Постурбанизм как концепция будущего». Галерея изобразительного искусства имени Давида Какабадзе. Кутаиси. — 2019, 15 июня, суббота. 15.00-16.00. (В рамках арт-фестиваля «Artisterium XII»[18]

### Поэзия
- Парыгин А. Визуальная поэзия // Тонкая среда (Multilingual independent Poetry Magazine). 2025 №2 (22). — С. 105-109.

### Книга художника
- Parygin A. Posturbanism Project (photodocumentation & texts 2010-2023). — Saint Petersburg, 2024. Диплом Международного книжного конкурса Образ книги 2024, в разделе Книга художника[19].
- Parygin A.  Posturban. — Saint Petersburg, 2016.
- Parygin A.  PostUrbanism Fire. — Saint Petersburg, 2015.
- Parygin A.  Posturbanism. — Saint Petersburg, 2012.

## Выставки
- Алексей Парыгин. Постурбанизм-Северо-Запад (печатная графика, арт-объекты, текстиль). — Библиотека Алвара Аалто (Лекционный зал). Выборг. 1 — 31 июля 2025[20].
- Non Stop Jazz / Валерий Мишин, Алексей Парыгин, Юрий Штапаков (графика, объекты) // Арт центр Борей. Санкт-Петербург. 3 — 24 мая 2025[21].
- Писатели — художники. Пером и кистью. — Музей-усадьба Державина. (Западный корпус, 3-й этаж). Санкт-Петербург. 23 января — 27 февраля 2025[22].
- Илиада (30-летию СПб академии современного искусства Бессмертных). — БКГ. Санкт-Петербург. 20 июня — 3 июля 2024[23].
- Non Stop Jazz (Валерий Мишин, Алексей Парыгин, Дмитрий Шарапов). — Дом писателя. Санкт-Петербург. 31 мая — 9 июня 2024.
- 100 лет без Ленина (30-летию СПб Академии современного искусства бессмертных). — Новый музей. Санкт-Петербург. 8 мая — 9 июня 2024[24].
- PostUrbanJazz. — JFC Jazz Club. Санкт-Петербург. 22 декабря 2023 — 22 февраля 2024[25].
- Свои люди — сочтёмся. Академия бессмертных. — Библиотека с выставочным залом. Санкт-Петербург. 11 октября — 08 ноября 2023[26].
- Постурбанизм: назад в будущее. Алексей Парыгин/ гравюра, объект, коллекция. — Библиотека книжной графики. Санкт-Петербург. 16 марта — 16 апреля 2023[27][28][29][30].
- Что делать? Академия бессмертных. — Библиотека с выставочным залом. Санкт-Петербург. 18 января — 8 февраля 2023[31].
- Четыре в квадрате — 16-летие галереи «Дверь». — Музей нонконформистского искусства. Арт-центр Пушкинская 10. Санкт-Петербург. 25 июня — 28 августа 2022[32][33][34].
- Машкерад (выставка-карнавал). — Галерее Александра Шумова. Москва. 13 мая — 13 июня 2021.
- Цвет на бумаге (межвузовская выставка). — Большой зал СПбХПА им. Штиглица. Санкт-Петербург. 12 — 26 апреля 2021.
- Сопромат. — Музей авангарда на Шаболовке. Москва. 18 февраля — 29 марта 2020.[35]
- Фестиваль графики-UNI Graphica 2019. — Краснодарский краевой художественный музей имени Ф. А. Коваленко. Краснодар. 12 сентября — 13 октября 2019.[36]
- Quatrième biennale internationale de poésie visuelle d’Ille sur Tet Catalogne nord. — Ий-Сюр-Те. Франция. 4—16 июня 2019.
- Artisterium XII. Annual International Contemporary Art Exhibition and Art Events. — David Kakabadze Fine Art Gallery. Кутаиси, Тбилиси. Грузия. 11—30 июня 2019.[37][38]
- СПб Субъективный фактор. Санкт-Петербург: Санкт-Петербургский Союз художников. 29 января — 3 февраля 2019.
- Дуализм // Третья Балтийская Биеннале Искусства Книги — 2018. — Санкт-Петербургский Творческий союз художников (IFA). Санкт-Петербург. 3 — 14 декабря 2018.
- Биеннале Новые идеи для города-VIII. — Новый Выставочный зал Государственного музея городской скульптуры. Санкт-Петербург. 15 октября — 28 ноября 2018.[39]
- „17. INTERBIFEP“ Mezinárodní bienále festivalu portrétu. — Mezinárodní portrétní galerie. Тузла. Босния и Герцеговина. 17 сентября — 2 ноября 2018.[40]
- Made in Japan. — Санкт-Петербургский Творческий союз художников (IFA). Санкт-Петербург. 14 — 28 июня 2018.
- Линии и точки. — Арт-центр Пушкинская 10, Галерея „Дверь“. Санкт-Петербург. — 2018[41][42]
- Personajes y otros retratos. — Galería Santa Thekl Atelier. Гватемала. 5 июля — 31 августа 2018.
- 20th Beijing Art Expo. — China International Exhibition Center. Пекин. Китай. 31 августа — 3 сентября 2017.
- Posturbanism / Human. — Невский 20 (ротонда), Санкт-Петербург. — 2014[43][44]
- Про принт. — Невский 20 (ротонда), Санкт-Петербург. 1 — 18 марта 2014.
- Posturbanism / Blow-Up. — Арт-центр Пушкинская 10, Галерея „Дверь“. Санкт-Петербург. 12 января — 3 февраля 2013.
- Петербург 2011. — ЦВЗ Манеж. Санкт-Петербург. 6 — 26 января 2012.
- Искусство в лесу (серия инсталляций и перформансов в природной среде). — Карельский перешеек. — 2010.

- Свои люди сочтёмся/ Каталог выставки. Авт. вст. ст.: Волосенков Ф. В. СПб.: Знакъ. — 2023. — 66 с., ил. — С. 38—39. Тираж — 23 экз.  (рус.)
- Nuire № 11. Sixième biennale internationale de poésie visuelle d’Ille sur Tet Catalogne nord // Catalog. Ille sur Tet. — 2023. — 116 pp. — P. 88.  (фр.) ISSN: 2553-4831[45]
- Постурбанизм: Назад в будущее. Алексей Парыгин. Гравюра, объект, коллекция. Авт. вст. ст.: Конокотина Л., Кононихин Н. СПб.: БКГ. — 2023. — 24 с.[46]  (рус.)
- Что делать?/ Каталог выставки. Авт. вст. ст.: Волосенков Ф. В.. СПб.: Знакъ. — 2023. — 70 с., ил. — С. 38—39. Тираж — 20 экз. (рус.)
- Imago Mundi/ Beyond the Black square. Contemporary Artists from St. Petersburg. Texts: Luciano Benetton, Liliana Malta, Gleb Ershov. — Treviso: Antiga Edizioni, 2021. — 480 pp. — P. 308-309. ISBN 978-88-8435-135-7[47][48] (рус.) (англ.) (итал.)
- Сопромат/ Альбом группового проекта. Авт. сост.: К. Матиссен. Москва; Н. Новгород: Экспресс. — 2021. — 128 с. С. 48-49, 74.  (рус.)
- Город как субъективность художника. Групповой проект в формате книги художника/ Каталог. Авт. вст. статей: Парыгин А. Б., Марков Т. А., Климова Е. Д., Боровский А. Д., Северюхин Д. Я., Григорьянц Е. И., Благодатов Н. И.. Под общей редакцией Парыгина А. Б. — СПб.: Изд. Т. Маркова. — 2020. — 128 с.: цв. ил. ISBN 978-5-906281-32-6  (рус.) (англ.)
- Artisterium XII. Artisterium On the Road // Catalog (7 notebooks in the cover). Tbilisi: Artisterium. — 2019.[49]  (англ.) (груз.)
- Nuire № 5. Quatrième biennale internationale de poésie visuelle d’Ille sur Tet Catalogne nord // Catalog. Ille sur Tet. — 2019. — 95 p. P. 82.  (фр.)
- 5ª Bienal Internacional de Gravura «Lívio Abramo» // Catalog. Araraquara/SP. — 2019. — 23 p.[50]  (исп.)
- СПб Субъективный фактор // Каталог. Авт. вст. ст.: А. Долгушин. СПб. — 2019. — 133 с., ил. С. 102-103. Твердый переплёт. Тираж 60 нумерованных экз.  (рус.)
- Third International Printmaking Biennial in Cacak // Catalog. Cacak. — 2018. — 105 с., цв. ил. С. 26. Тираж — 250 экз.[51]  (англ.)
- «17. INTERBIFEP» Mezinárodní bienále festivalu portrétu // Catalog. Tuzla: Mezinárodní portrétní galerie Tuzla. — 2018. — 186 p. P. 130.[52]  (англ.)  (хорв.)
- Новые идеи для города — VIII // Каталог выставки. Авт. вст. ст.: А. А. Ковалевская. СПб.: ГМГС, 2018. — 56 с., цв. ил. С. 30.  (рус.)
- Дуализм. Третья балтийская биеннале искусства книги (каталог выставки). Авт. вст. ст.: И. Гринчель, А. Парыгин, Е. Григорьянц. СПб., 2018. — 100 с., цв. ил.[53]  (рус.)
- Книжное пламя / Book fire / Международный проект миниатюрной Книги художника // Каталог выставки. Авт. вст. ст.: М. Погарский. Москва: Cherry Pie. — 2015. — 116 с., цв. ил. С. 102.  (рус.)
- Про принт. Авт. вст. ст.: В. Борисов. СПб. — 2014. — 24 с., цв. ил. С. 16-17 [без пагинации].  (рус.)

## Видеосюжеты
- Возвращение к истокам. Лана Конокотина. НТВ — Санкт-Петербург. «Сегодня — Санкт-Петербург». 2023, 16 марта. 19:30.
- Выставка «Постурбанизм: назад в будущее». Анастасия Тамило. Первый канал — Санкт-Петербург. «Доброе утро Санкт-Петербург». 2023, 17 марта. 9:50.
- Lines and Points. In work / SPb / Pushkinskaya 10. Part 2. 2018, 21 февраля.
- Lines and Points. In work / SPb / Pushkinskaya 10. Part 1. 2018, 21 февраля.
- POSTURBANISM / HUMAN Саунд / СПб. Невский 20. 2014, 9 сентября.
- POSTURBANISM / HUMAN Саунд Три Панды и Луна / СПб. Невский 20. 2014, 3 сентября.

## Фотодокументация

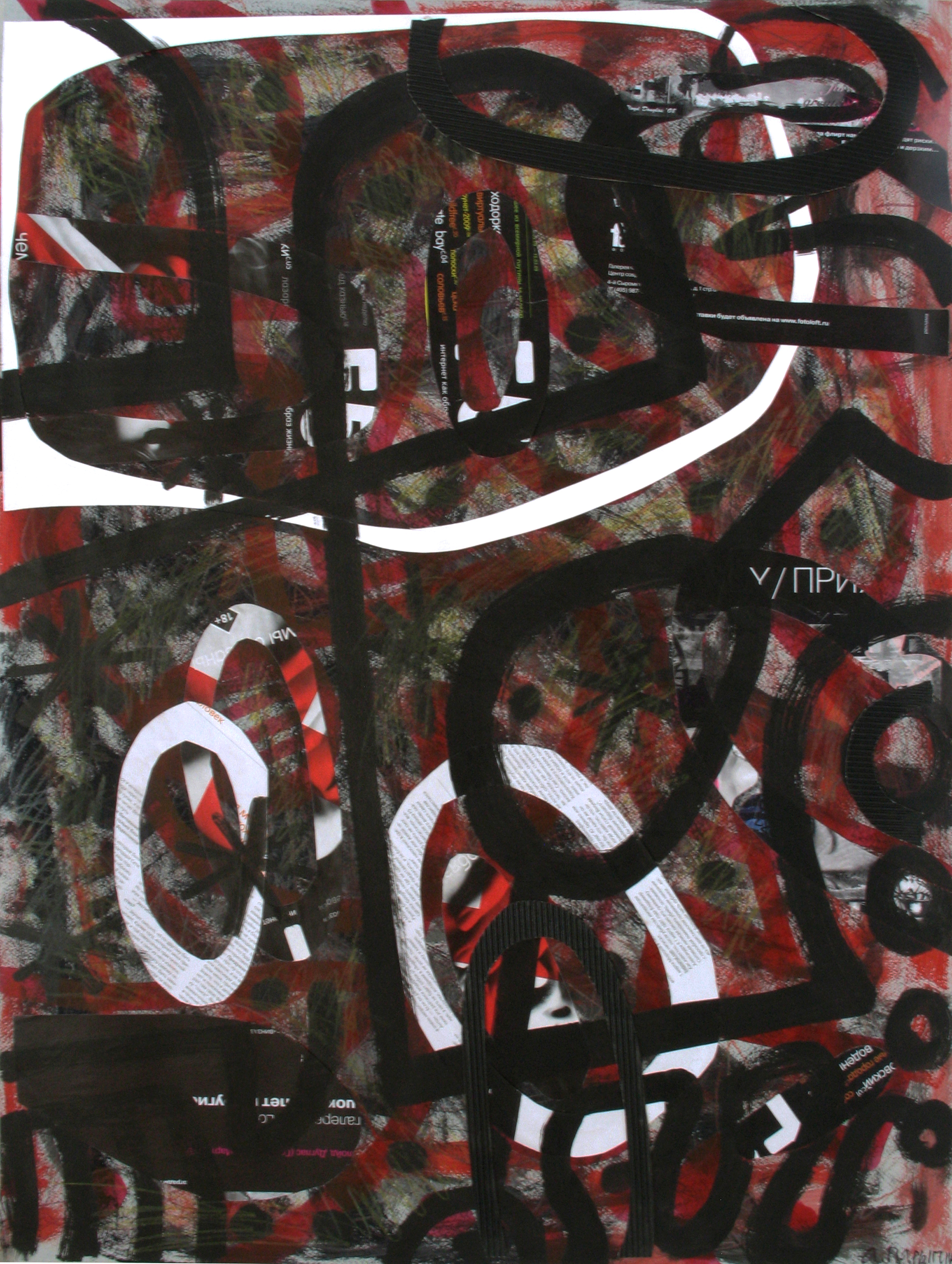
Линии и плоскости VII. 2010, 80 х 60 см
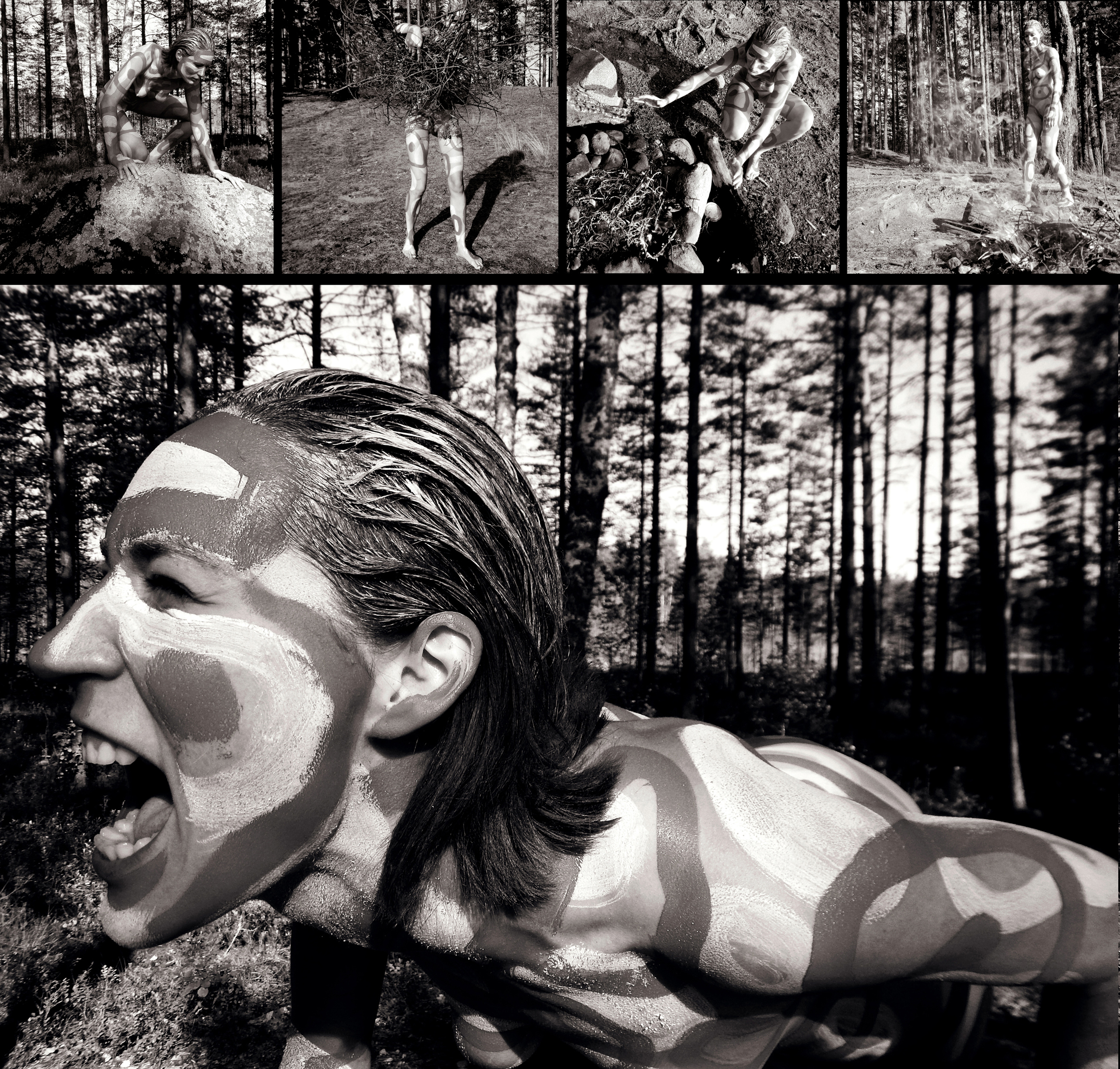
Фотодокументация перформанса, 10 августа 2017. Карельский перешеек
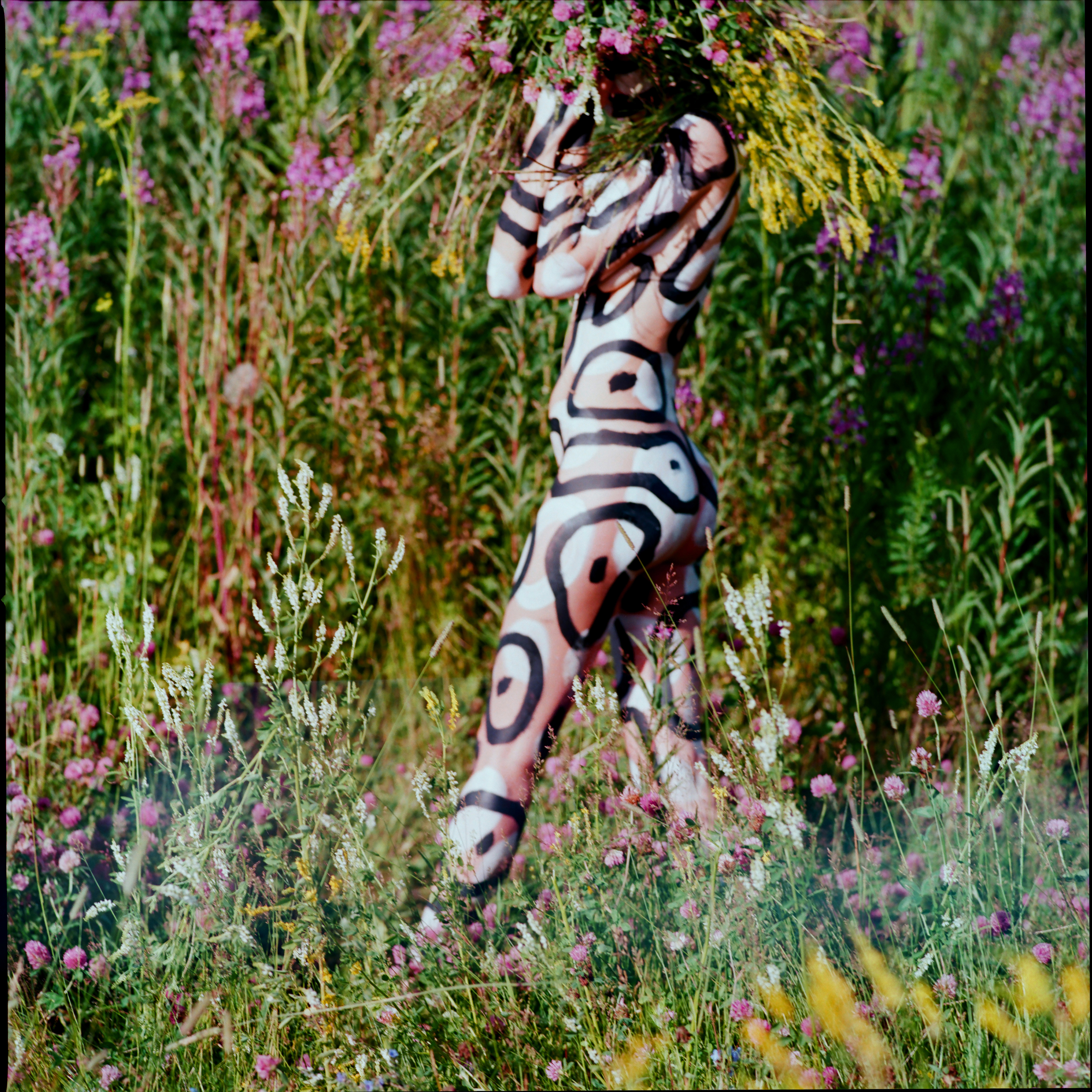
Фотодокументация перформанса, 26 июля 2017. Карельский перешеек
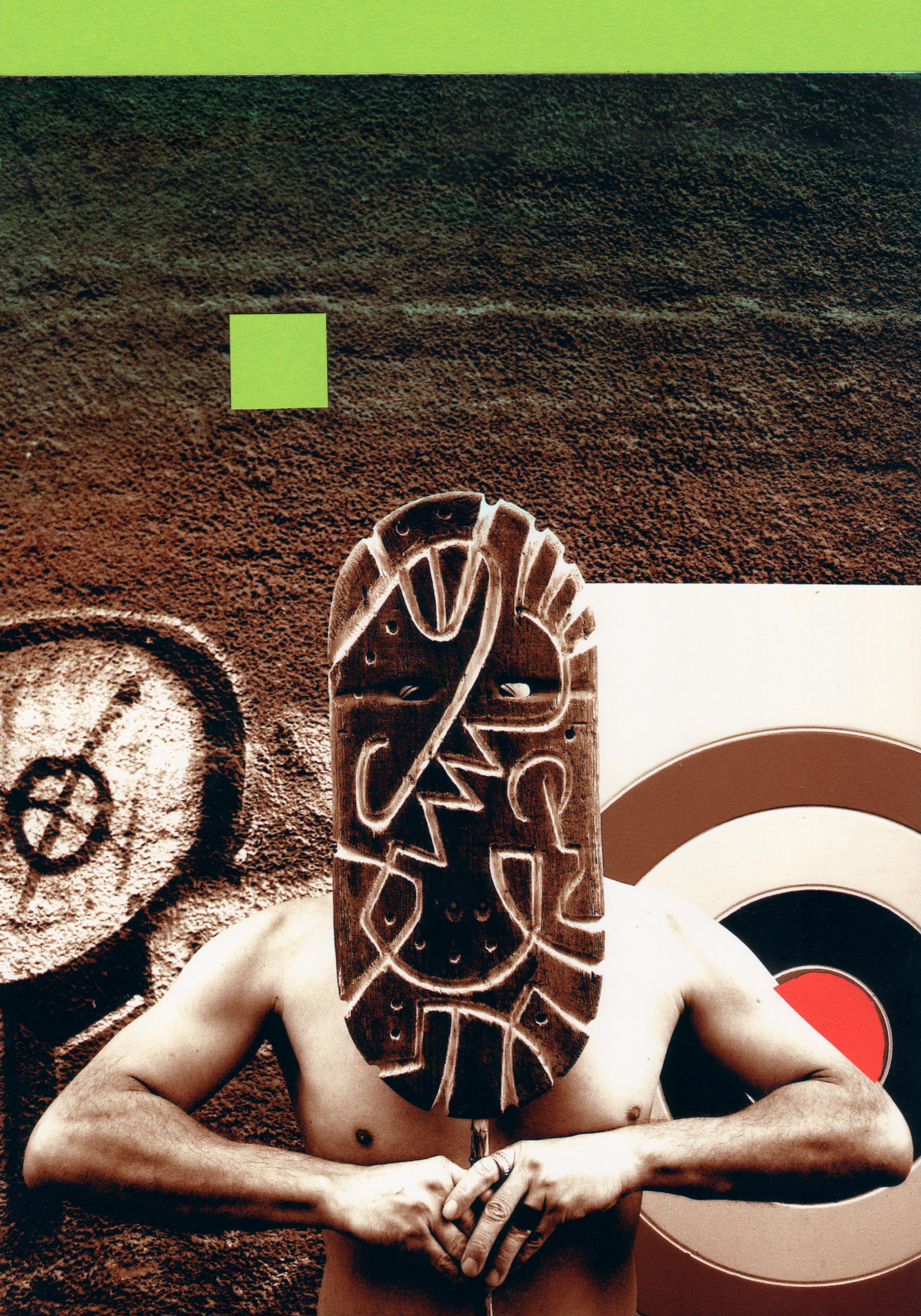
PostUrbanism Human V. 2014, 100 x 70 cм, бумага, см. техника
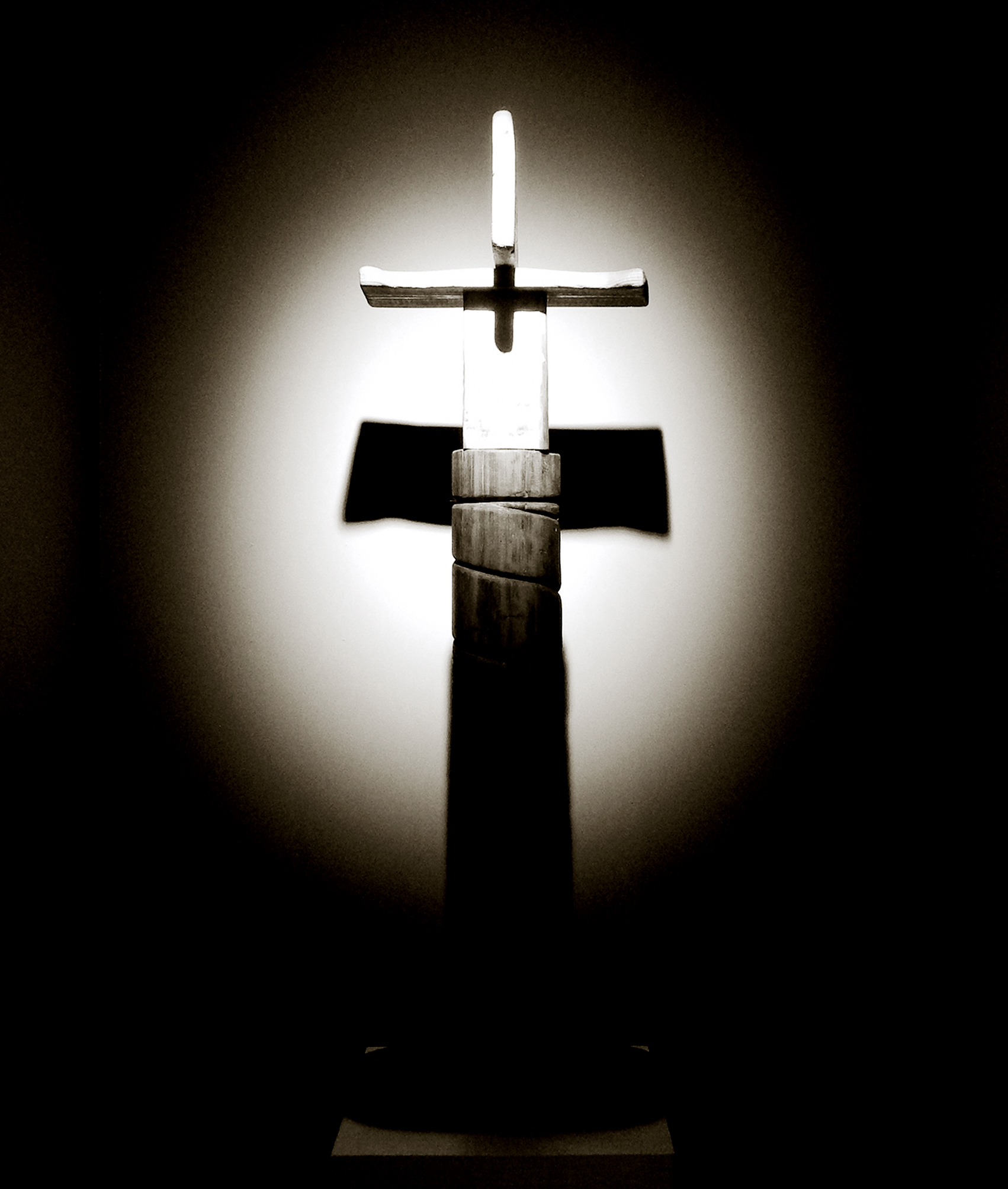
Птица II. 2006, дерево, жесть, резьба, Н 96 см, 33 х 30 см
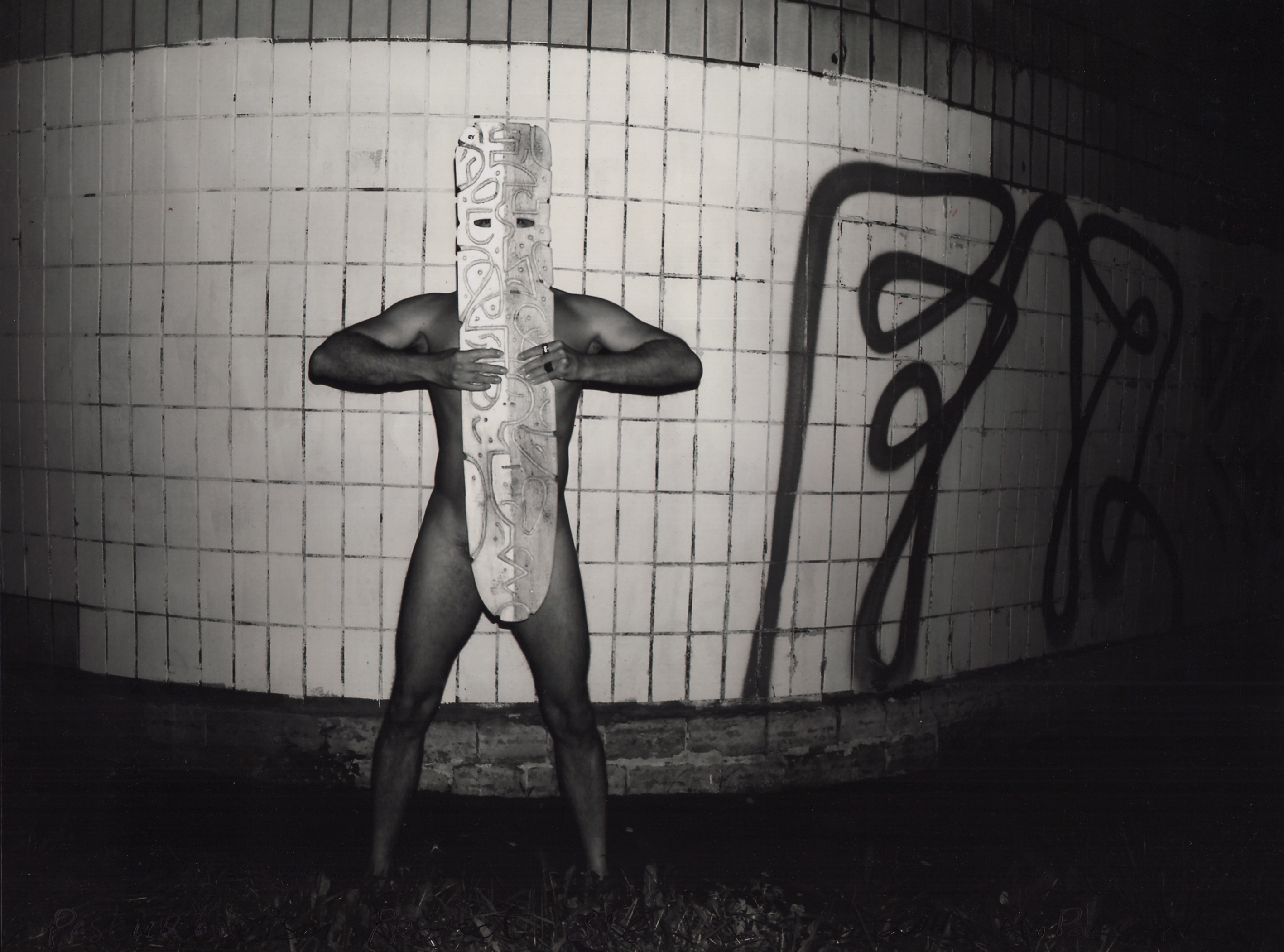
Фотодокументация перформанса, 25 сентября 2011. СПб.

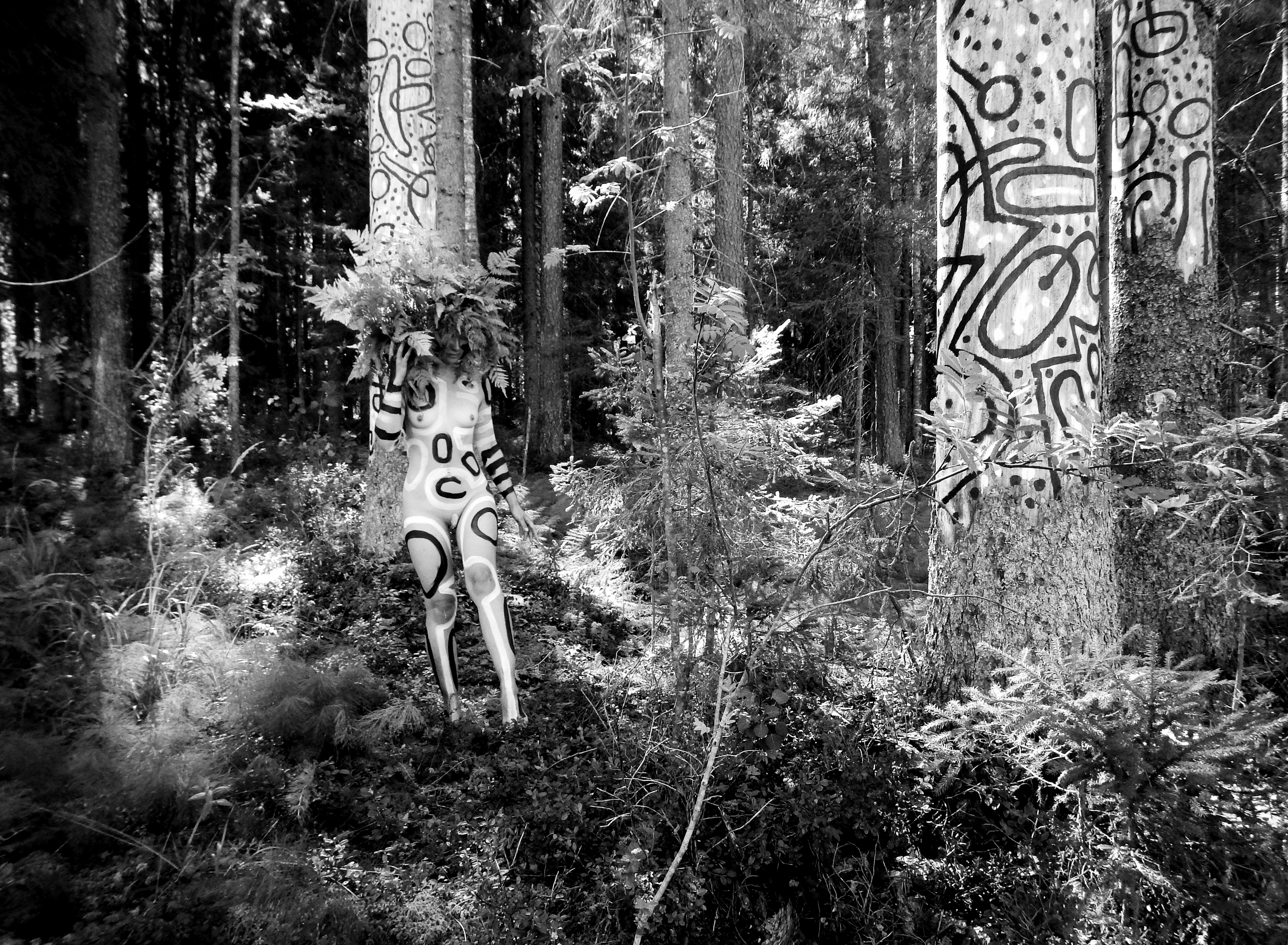
Фотодокументация перформанса, 30 августа 2023. Карельский перешеек
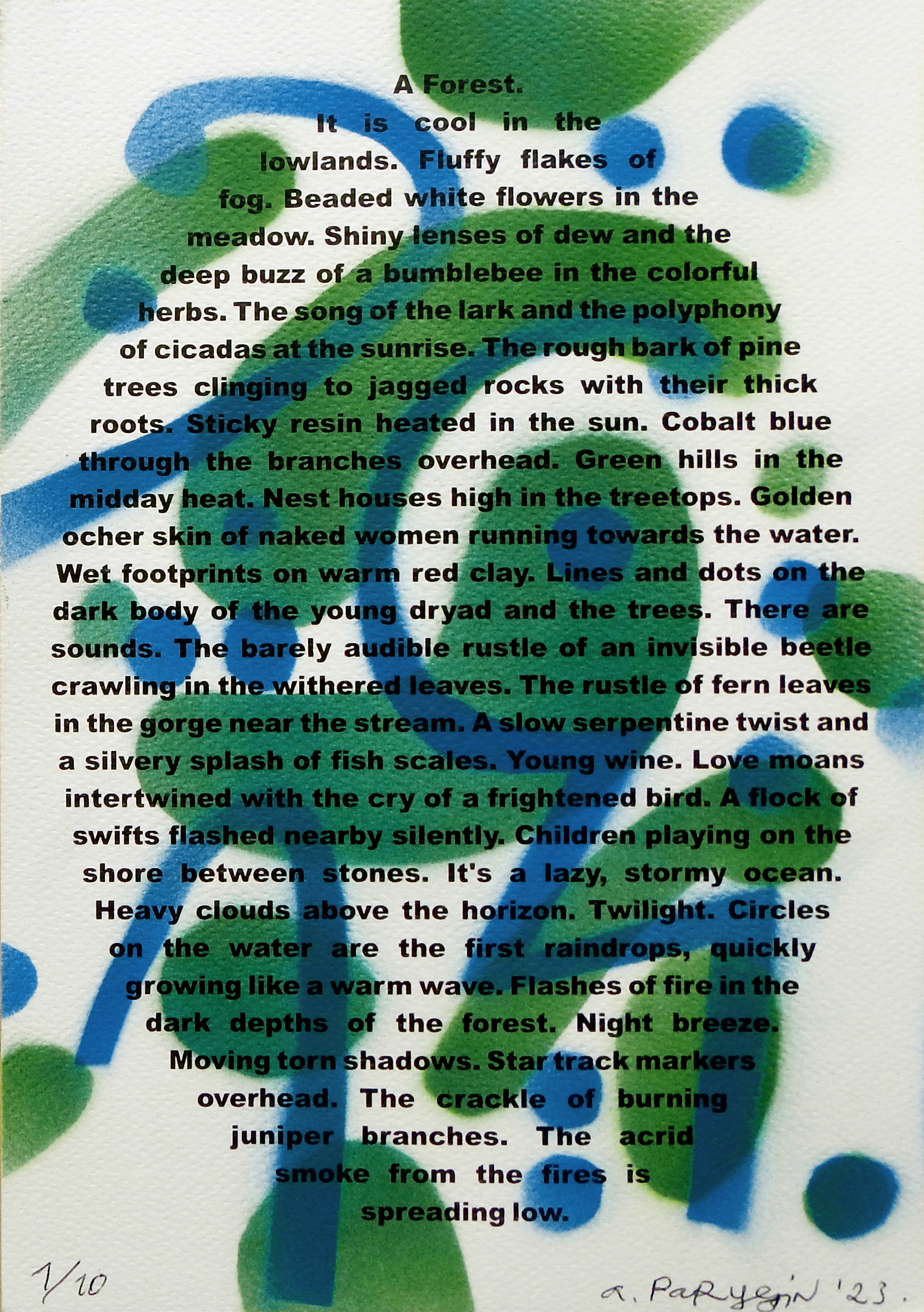
Поэма постурбанизма. Листовка. 2023
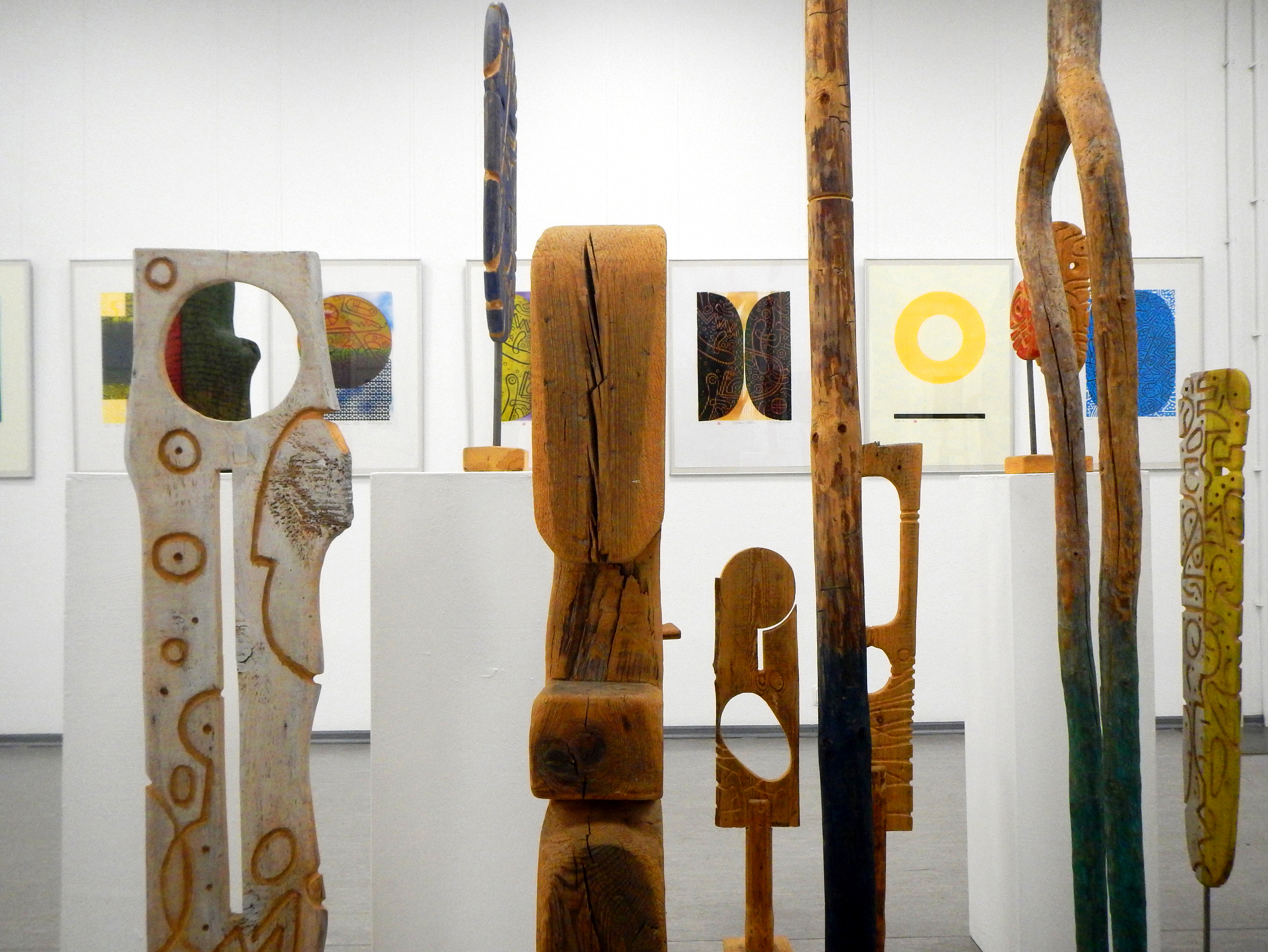
Фрагмент экспозиции выставки. СПб. 2023
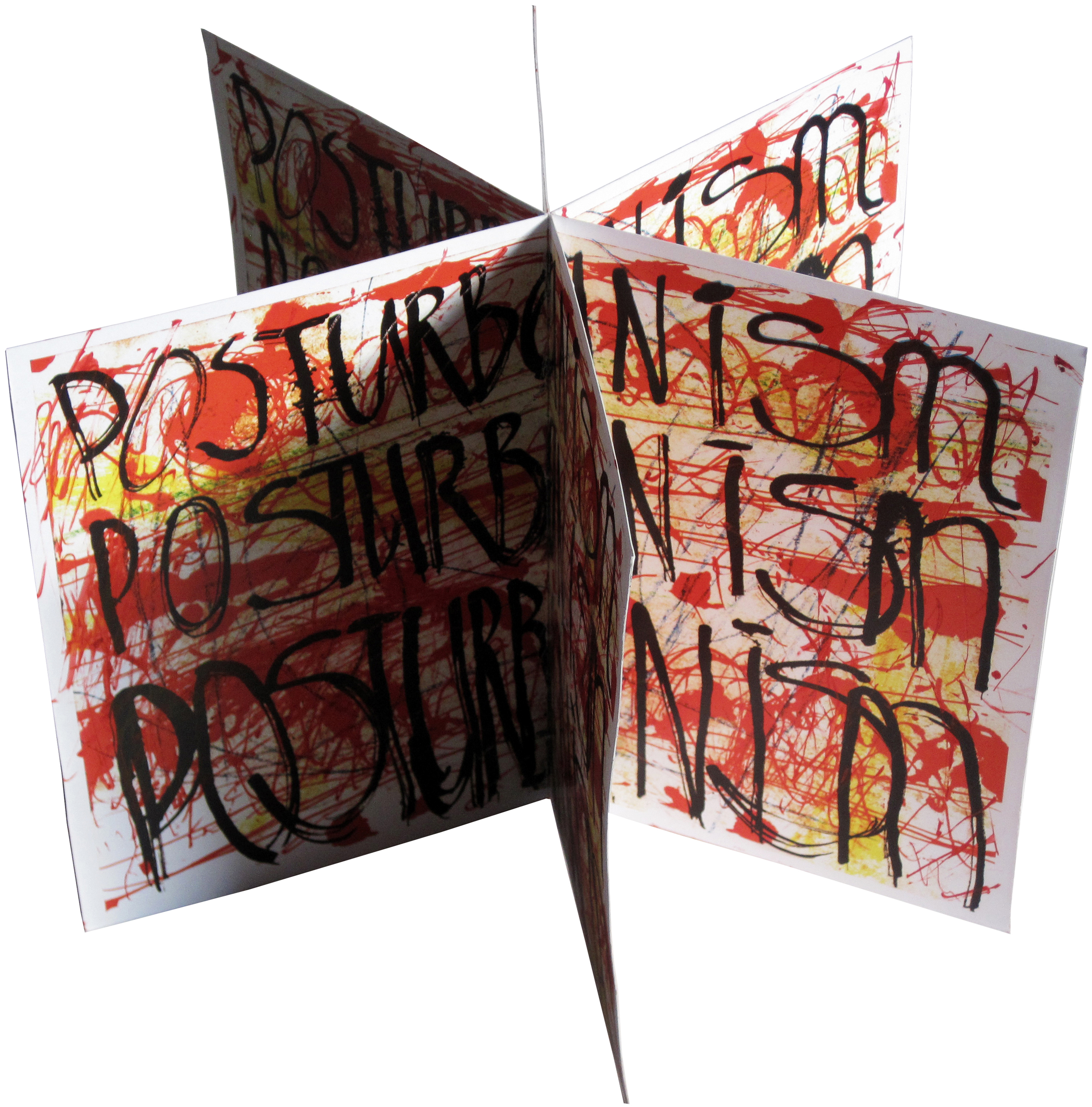
Книга художника Posturbanism. 2012
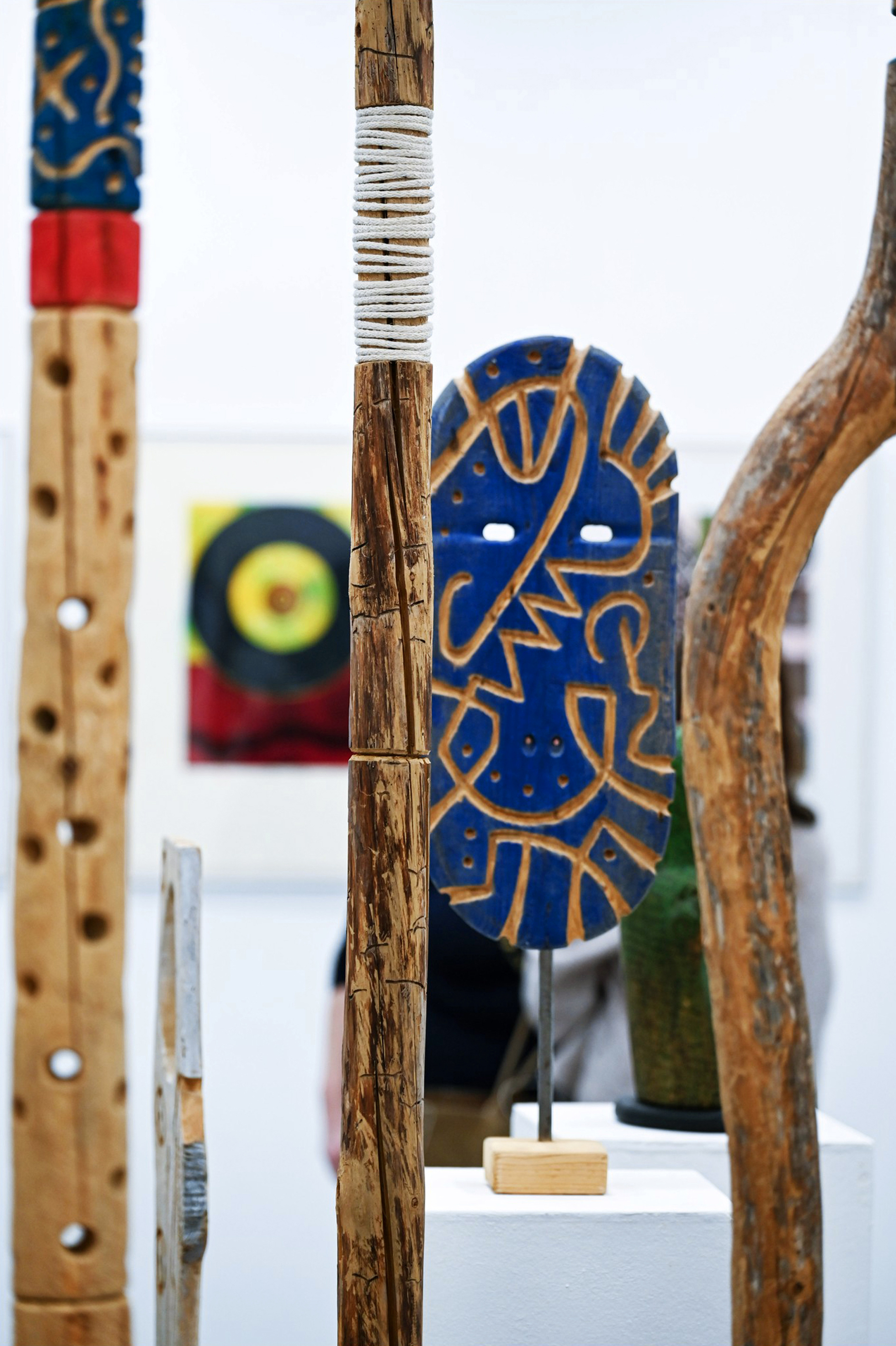
Фрагмент экспозиции выставки. СПб. 2023
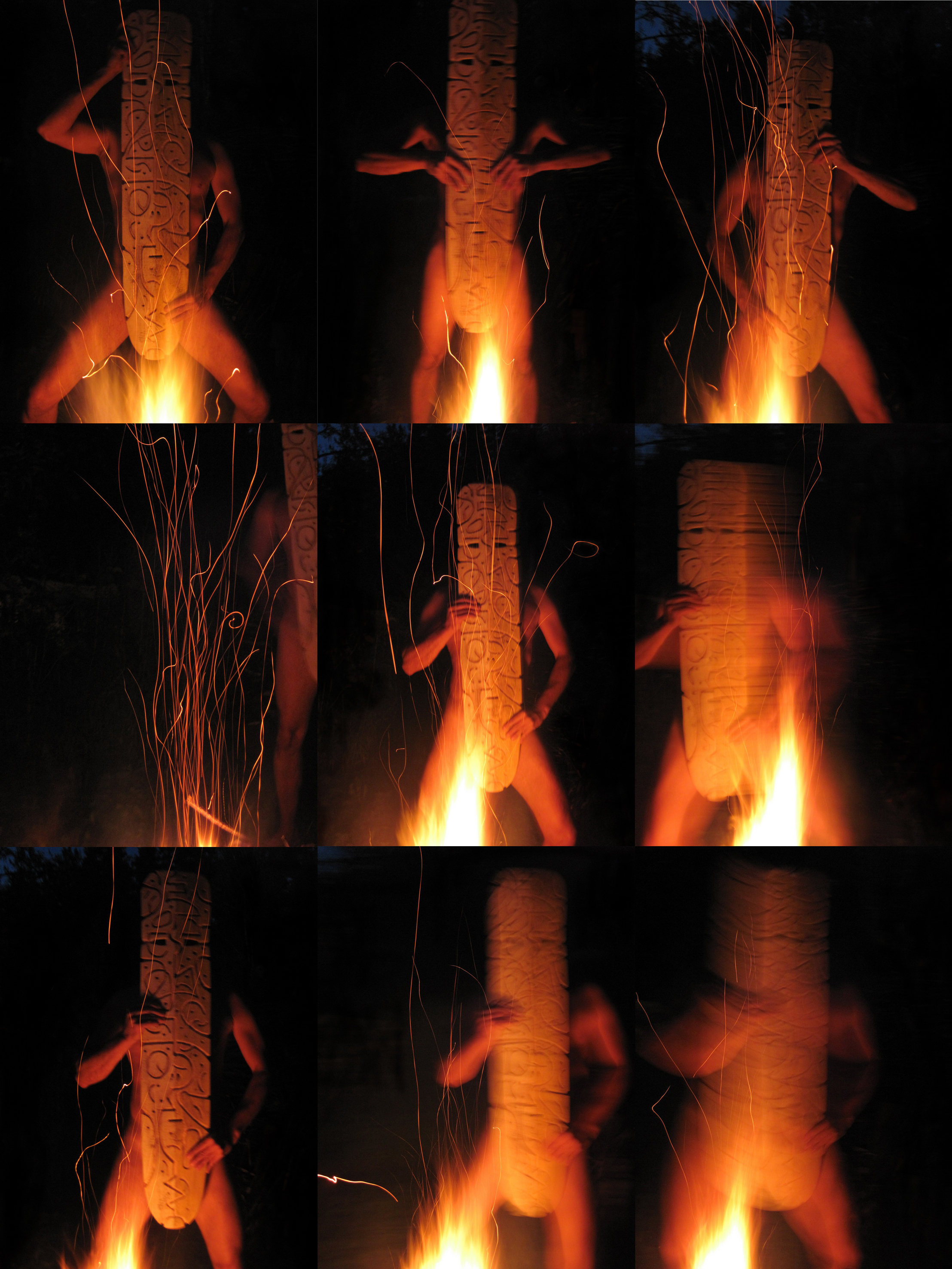
Фотодокументация перформанса, 28 августа 2010. Карельский перешеек